# آرسن داربینیان
آرسن ارازمیکی داربینیان (ارمنی: Արսեն Ռազմիկի Դարբինյան؛ زادهٔ ۲۶ آوریل ۱۹۵۸) یک سیاستمدار اهل ارمنستان است که از تاریخ ۱۹۹۹ تا تاریخ ۲۰۰۳ سمت نمایندگی دوره مجلس ملی جمهوری ارمنستان را برعهده داشت.

## زندگی‌نامه
در ۲۶ آوریل ۱۹۵۸ در وانادزور به دنیا آمد و از دانشگاه پلی‌تکنیک ارمنستان و دانشگاه دولتی وانادزور فارغ‌التحصیل شد. 